# Ordine del Rajamitrabhorn
Il Più Propizio Ordine del Rajamitrabhorn (thai: เครื่องราชอิสริยาภรณ์อันเป็นมงคลยิ่งราชมิตราภรณ์; RTGS: Khrueang Ratcha-itsariyaphon An Pen Mongkhon Ying Ratchamittraphon), è il più alto  ordine cavalleresco thailandese, che viene di norma conferito ai capi di stato stranieri in segno di amicizia.

## Storia
L'Ordine è stato fondato l'11 giugno 1962 dal re Bhumibol Adulyadej (Rama IX il Grande).

## Classi
L'Ordine dispone solamente della classe di cavaliere che dà diritto al postnominale ร.ม.ภ.

## Insegne
Le insegne sono composte da un collare con un pendente in diamanti raffigurante un Chakra sovrapposto ad una Trishula e da una placca da portare all'altezza del cuore con la raffigurazione di Garuda e Narayana. Vi è poi una fascia coi colori dell'Ordine dalla spalla destra al fianco sinistro che termina con un pendente dagli emblemi dell'Ordine.
Il nastro è giallo con una striscia bianca per lato circondata da due sottili strisce blu, al centro l'emblema dell'Ordine.